# Gotham Games
Gotham Games era una distribuidora de videojuegos estadounidense con sede en la ciudad de Nueva York. Fundada en julio de 2002 y dirigida por Jamie Leece, la empresa se cerró en diciembre de 2003.

## Historia
Gotham Games se lanzó como sello editorial y subsidiaria de Take-Two Interactive el 22 de julio de 2002, con el vicepresidente de publicación y desarrollo comercial de Take-Two Interactive, Jamie Leece, ascendido a presidente de Gotham Games. En ese momento, Gotham Games era el tercer sello de Take-Two Interactive, después de Rockstar Games y Gathering of Developers, por lo que Take-Two Interactive dejó de publicar bajo su propio sello, citando una "estrategia de marca global".
En la Electronic Entertainment Expo de mayo de 2003, Gotham Games anunció que estaban buscando nuevos desarrolladores de videojuegos que estuvieran dispuestos a que publicaran su juego. El 18 de diciembre de 2003, el director ejecutivo de Take-Two Interactive, Jeffrey Lapin, anunció que Gotham Games se había disuelto como parte de una "reorganización interna más amplia".

## Videojuegos
| Título                                      | Plataforma(s)     | Fecha de lanzamiento     | Desarrollador         | Ref.   |
| ------------------------------------------- | ----------------- | ------------------------ | --------------------- | ------ |
| Austin Powers Pinball                       | PlayStation       | 10 de septiembre de 2002 | Wildfire Studios      | [ 6 ]  |
| Conflict: Desert Storm                      | Microsoft Windows | 30 de septiembre de 2002 | Pivotal Games         | [ 7 ]  |
| Conflict: Desert Storm                      | PlayStation 2     | 30 de septiembre de 2002 | Pivotal Games         | [ 7 ]  |
| Conflict: Desert Storm                      | Xbox              | 30 de septiembre de 2002 | Pivotal Games         | [ 7 ]  |
| Spec Ops: Airborne Commando                 | PlayStation       | 31 de octubre de 2002    | Big Grub              | [ 8 ]  |
| Serious Sam                                 | Xbox              | 12 de noviembre de 2002  | Croteam               | [ 9 ]  |
| Disney's Piglet's Big Game                  | GameCube          | 18 de marzo de 2003      | Doki Denki            | [ 10 ] |
| Disney's Piglet's Big Game                  | PlayStation 2     | 18 de marzo de 2003      | Doki Denki            | [ 10 ] |
| Big Strike Bowling                          | PlayStation       | 19 de marzo de 2003      | Coresoft              | [ 11 ] |
| Patriotic Pinball                           | PlayStation       | 17 de abril de 2003      | Wildfire Studios      | [ 12 ] |
| Conflict: Desert Storm                      | GameCube          | 22 de abril de 2003      | Pivotal Games         | [ 13 ] |
| Motocross Mania 2                           | PlayStation       | 25 de junio de 2003      | Alpine Studios        | [ 14 ] |
| The Great Escape                            | PlayStation 2     | 22 de julio de 2003      | Pivotal Games         | [ 15 ] |
| The Great Escape                            | Xbox              | 22 de julio de 2003      | Pivotal Games         | [ 15 ] |
| ATV Mania                                   | PlayStation       | 23 de julio de 2003      | Deibus Studios        | [ 16 ] |
| The Great Escape                            | Microsoft Windows | 23 de julio de 2003      | Pivotal Games         | [ 15 ] |
| Starsky & Hutch                             | PlayStation 2     | 9 de septiembre de 2003  | Minds Eye Productions | [ 17 ] |
| Starsky & Hutch                             | Xbox              | 10 de septiembre de 2003 | Minds Eye Productions | [ 18 ] |
| Starsky & Hutch                             | Microsoft Windows | 11 de septiembre de 2003 | Minds Eye Productions | [ 19 ] |
| Ford Truck Mania                            | PlayStation       | 16 de septiembre de 2003 | Alpine Studios        | [ 20 ] |
| Conflict: Desert Storm II – Back to Baghdad | Microsoft Windows | 2003 de octubre de 7     | Pivotal Games         | [ 21 ] |
| Conflict: Desert Storm II – Back to Baghdad | PlayStation 2     | 2003 de octubre de 7     | Pivotal Games         | [ 21 ] |
| Conflict: Desert Storm II – Back to Baghdad | Xbox              | 2003 de octubre de 7     | Pivotal Games         | [ 21 ] |
| MTV's Celebrity Deathmatch                  | PlayStation 2     | 14 de octubre de 2003    | Big Ape Productions   | [ 22 ] |
| MTV's Celebrity Deathmatch                  | Xbox              | 14 de octubre de 2003    | Big Ape Productions   | [ 22 ] |
| MTV's Celebrity Deathmatch                  | PlayStation       | 15 de octubre de 2003    | Coresoft              | [ 22 ] |
| MTV's Celebrity Deathmatch                  | Microsoft Windows | 19 de octubre de 2003    | Big Ape Productions   | [ 22 ] |
| Dora the Explorer: Super Spies              | Game Boy Advance  | 25 de octubre de 2003    | CinéGroupe            | [ 23 ] |
| Ford Racing 2                               | Xbox              | 11 de diciembre de 2003  | Razorworks            | [ 24 ] |
| Ford Racing 2                               | PlayStation 2     | 18 de diciembre de 2003  | Razorworks            | [ 25 ] |
| Conflict: Desert Storm II – Back to Baghdad | GameCube          | 6 de enero de 2004       | Pivotal Games         | [ 26 ] |